# Preddinastijski period
Preddinastijsko razdoblje Egipta, do 3100. pr. Kr., je razdoblje čiji je vrhunac uzdizanje Stare Države i prve od trideset dinastija koje su određivane po boravištima vladara. Egiptolozi su na osnovu dinastija odredili podjelu faraonske civilizacije koristeći raspored koji je prvi puta prikazan u Manethovom djelu Aegyptiaca. Struktura Noma, na koje je Egipat bio podijeljen, starija je od prve egipatske dinastije, a postoje i zapisi o preddinastijskim vladarima kao što je Narmer. Prva iskapanja na preddinastijskim nalazištima dogodila su se u 19. stoljeću u Naqadi, Abydosu, Coptosu, i Hierakonpolisu. Dok mnogi znanstvenici smatraju da je kultura Naqada označila početak ovog pretpovijesnog razdoblja, postoje i oni koji njen početak smještaju u donji rani mezolitik.

## Rani mezolitk
Antropološki i arheološki dokazi upućuju da je uzduž Nila postojala neolitska kultura u 10. tisućljeću prije Krista. Pripadnici te kulture koristili su najraniji poznati oblik srpa. Tu je kulturu zamijenila kultura lovaca, ribara i lovaca-sakupljača, čiji su pripadnici koristili kamena oruđa.

## Kasni mezolitik
Po nekim se dokazima može zaključiti da su u jugozapadnom dijelu Egipta, pokraj granice sa Sudanom, obitavali ljudi i prije 8000. p.K.
Klimatske promjene, ili možda pretjerana ispaša oko 8000. pr. Kr. počele su isušivati pašnjake Egipatskih zemalja i s vremenom stvorile Saharu. Plemena su prirodno selila prema rijeci, gdje se razvilo sjedilačko, ratarsko gospodarstvo, i centraliziranije društvo.
Postoje dokazi o pastoralizmu i uzgoju žitarica u istočnoj Sahari u 7. tisućljeću prije Krista.
Pripitomljene životinje su uvezene iz Azije između 7500. pr. Kr. i 4000. pr. Kr. zanimljivo je da se pripitomljavanje svinje navodi kao jedan od važnih uzroka isušivanja područja Sahare (vidi ).

## 6. tisućljeće prije Krista
Oko 6000.p.K. preddinastijski su Egipćani uzgajali stoku i gradili velike građevine.
Sredinom 6. tisućljeća prije Krista je život u drevnom Egiptu ovisio uglavnom o proizvedenim žitaricama i životinjama: stoci, kozama, svinjama i ovcama.  Predmeti od kovine zamijenili su one izrađene od kamena. U ovom je razdoblju bilo rasprostranjeno i štavljenje životinjskih koža, lončarstvo i izrada tkanina. 
Predmeti pronađeni u grobovima iz ovog razdoblja uključuju posuđe, nakit, alate za lov i ratarstvo, i razne prehrambene artikle kao što su sušeno meso i voće. Mrtvi su pokapani licem prema zapadu.
Košare su oko 5000. pr. Kr. bile izvanredno visoke kvalitete. .

## 5. tisućljeće prije Krista
Život Badarijanske kulture u ovom se razdoblju temeljio na poljoprivredi te lovu i ribolovu. Pronađene rukotvorine iz drugih zemalja upućuju na to da je Badarijanska kultura imala mrežu trgovine čak i do Sirije. . U ovo se doba pojavljuju Pokućstvo, pribor za jelo, ukrašeni lonci i vaze, češljevi i figurice. Društveno uslojavanje vidljivo je po tome što su bogatiji pripadnici zajednice pokapali na posebnom mjestu na groblju. 
Oko 5. tisućljeća prije Krista pojavljuje se kultura Naqada. 
Postoje dokazi koji upućuju na to da su do 4000. pr. Kr. egipatski alkemičari izumili zidanje uz pomoć cementa.

## 4. tisućljeće prije Krista
Oko 4000. pr. Kr. ljudski, životinjski oblici na keramici postaju realističniji. U Gerzejskoj kulturi razvilo se građenje grobnica s podzemnim prostorijama s namještajem i amuletima. Gerzejski običaji kasnije su se razvili u Ozirisov kult drevnog Egipta. Simboli na Gerzejskoj keramici slični su tradicionalnom hijeroglifskom pismu .